# Land of the Lost (série télévisée, 1974)
Pour les articles homonymes, voir Land of the Lost.
Land of the Lost est une série télévisée de science-fiction et d'aventures américaine en 43 épisodes de 27 minutes, créée par Sid et Marty Krofft, Allan Foshko et David Gerrold (ce dernier non crédité), diffusée du 7 septembre 1974 au 4 décembre 1976 sur le réseau NBC. Une série remake a été faite en 1991, appelée Les Aventuriers du Monde Perdu (ou sous son titre original : Land of the Lost (en) et le film de 2009, Le Monde (presque) perdu s'en inspire.
Cette série est inédite dans tous les pays francophones.

## Synopsis
La famille Marshall, alors qu'elle naviguait tranquillement sur une petite embarcation, s'est retrouvée emportée par une chute gigantesque et projetée dans un monde préhistorique, peuplé de dinosaures et d'insectes géants…

## Distribution
- Spencer Milligan (en) : Rick Marshall (saisons 1 et 2)
- Ron Harper : oncle Jack Marshall (saison 3)
- Wesley Eure : Will Marshall
- Kathy Coleman (en) : Holly Marshall
- Phillip Paley (en) : Cha-Ka
- Sharon Baird : Sa (saisons 1 et 2)
- Joe Giamalva : Ta (saison 1)
- Scutter McKay : Ta (saison 2)
- Walker Edmiston (en) : Enik
- Van Snowden (en) : Zarn (saison 2)
- Marvin Miller (en) : voix de Zarn (saison 2)
- Richard Kiel : Malak (saison 3)
- Jon Locke (en) : leader des Sleestaks (saison 3)
- David Greenwood, Bill Laimbeer, John Lambert (en), Cleveland Porter, Jack Tingley, Scott Fullerton, Mike Westra, Bill Boyd, David Harris, Clarke Roberts : les Sleestaks

## Épisodes

### Première saison (1974)
1. Cha-Ka
2. The Sleestak God
3. Dope
4. Downstream
5. Tag-Team
6. The Stranger
7. Album
8. Skylons
9. The Hole
10. The Paku who Came to Dinner
11. The Search
12. The Possession
13. Follow That Dinosaur
14. Stone Soup
15. Elsewhen
16. Hurricane
17. Circle

### Deuxième saison (1975)
1. Tar Pit
2. The Zarn
3. Fair Trade
4. One of Our Pylons Is Missing
5. The Test
6. Gravity Storm
7. The Longest Day
8. The Pylon Express
9. Nice Day
10. Baby Sitter
11. The Musician
12. Split Personality
13. Blackout

### Troisième saison (1976)
1. After-Shock
2. Survival Kit
3. The Orb
4. Repairman
5. Medusa
6. Cornered
7. Flying Dutchman
8. Hot-Air Artist
9. Abominable Snowman
10. Timestop
11. Ancient Guardian
12. Scarab
13. Medicine Man

## Distinctions
Nominations
- Daytime Emmy Awards 1976 :
  - Meilleur maquillage dans un programme pour enfants
- Saturn Awards 2005 :
  - Saturn Award de la meilleure édition DVD d'un ancien programme télévisé